# Liaoyuan (socken i Kina, Sichuan)
Liaoyuan (kinesiska: 燎原乡, 燎原) är en socken i Kina. Den ligger i provinsen Sichuan, i den sydvästra delen av landet, omkring 45 kilometer väster om provinshuvudstaden Chengdu. Antalet invånare är 21 903. Befolkningen består av 11 111 kvinnor och 10 792 män. Barn under 15 år utgör 11,0 %, vuxna 15-64 år 75 %, och äldre över 65 år 12,0 %.
Genomsnittlig årsnederbörd är 1 367 millimeter. Den regnigaste månaden är juli, med i genomsnitt 383 mm nederbörd, och den torraste är januari, med 12 mm nederbörd.